# Аполлон (комаха)
Аполло́н, або верхови́нець Аполло́н (Parnassius apollo Linnaeus, 1758) — великий денний метелик з родини Косатцевих (Papilionidae). Основний колір молочний, задні крила круглі з червоними «вічками». Трапляється в горах Європи й Сибіру, а на рівнині — спорадично в Україні (Карпати, Київське Полісся). Гусінь живе на очитках й молодилі.

## Таксономічна характеристика
Один з близько 60 видів палеарктичного роду; один з 3 європейських видів роду у фауні України.

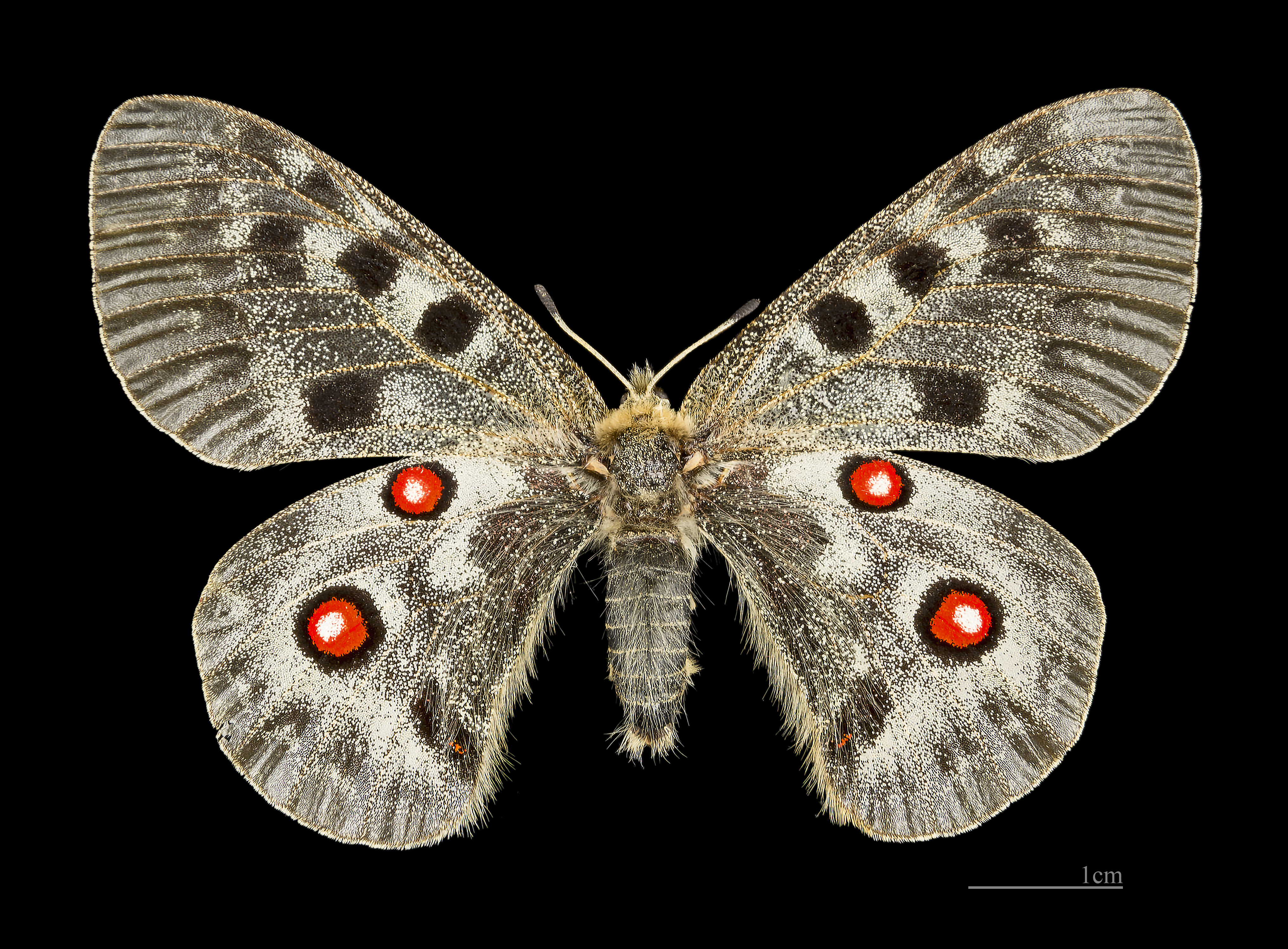
♀
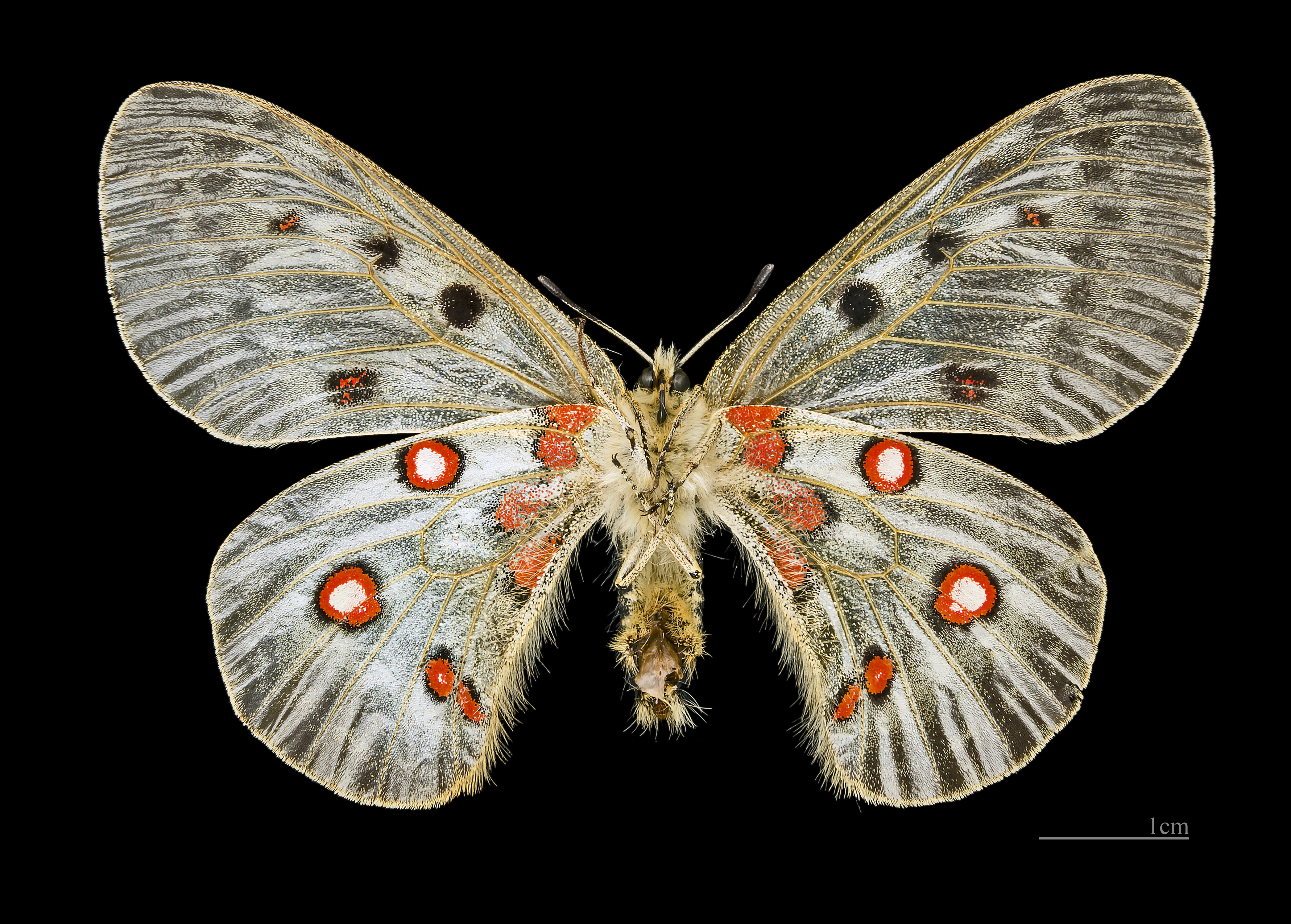
♀△
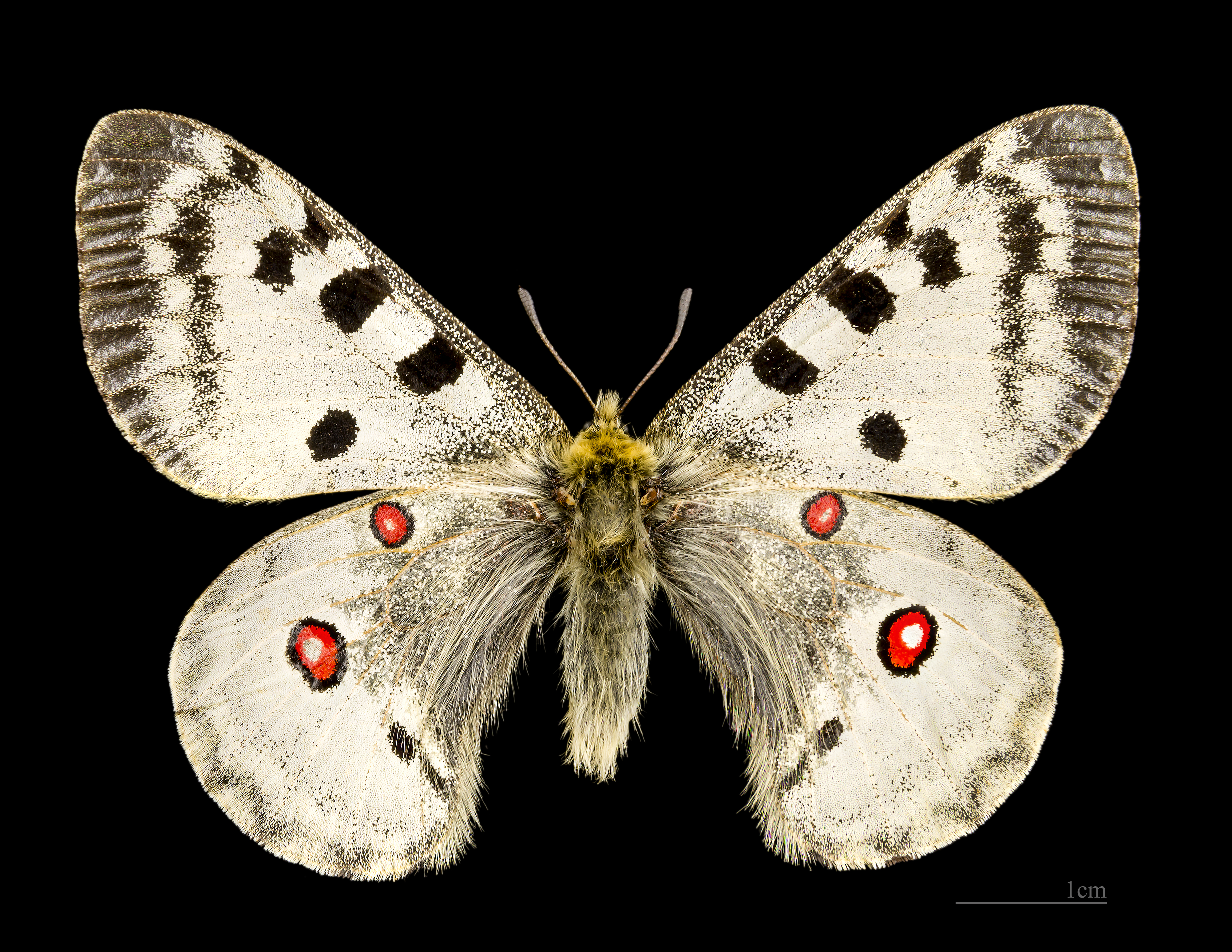
♂
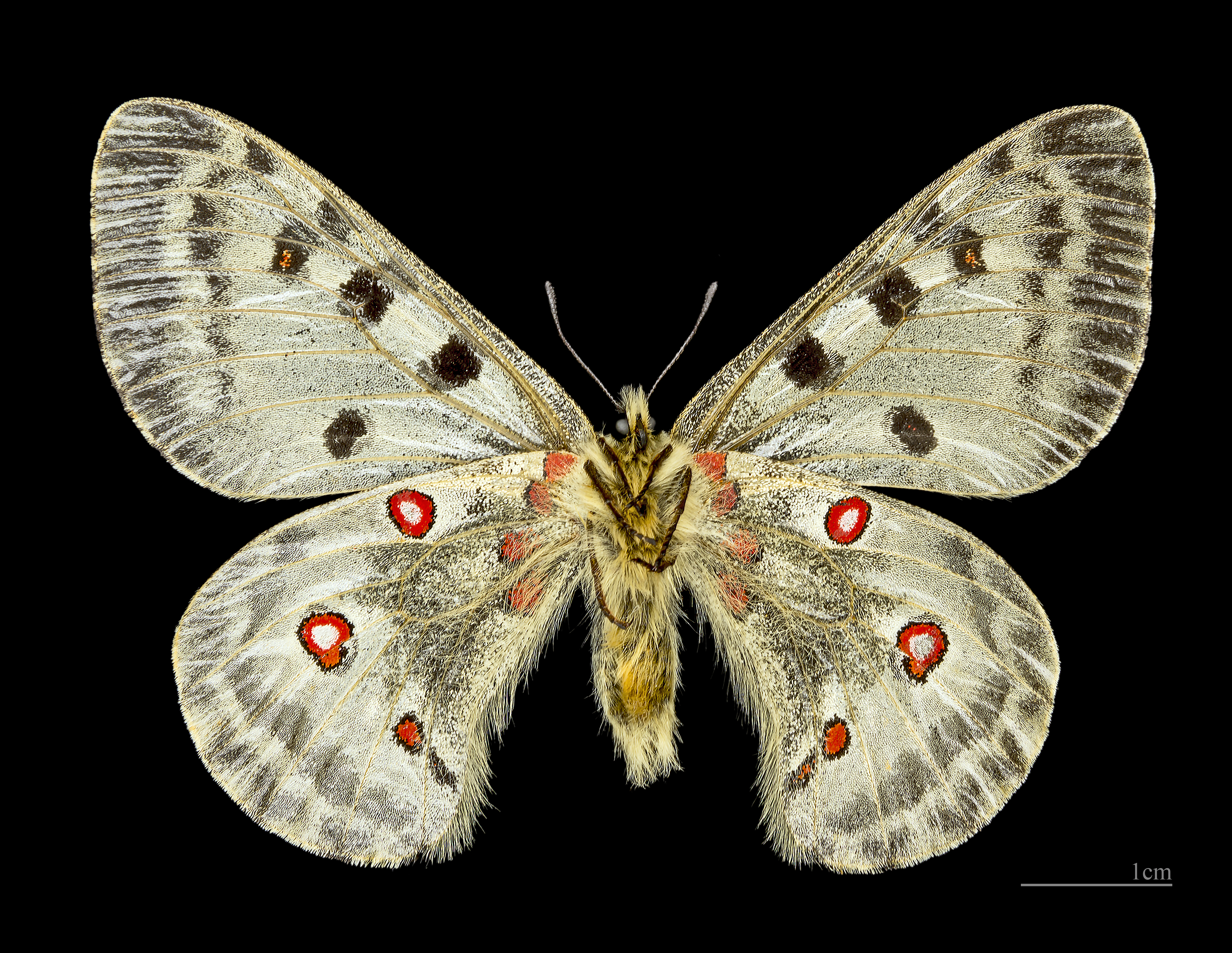
♂ △

## Природоохоронний статус

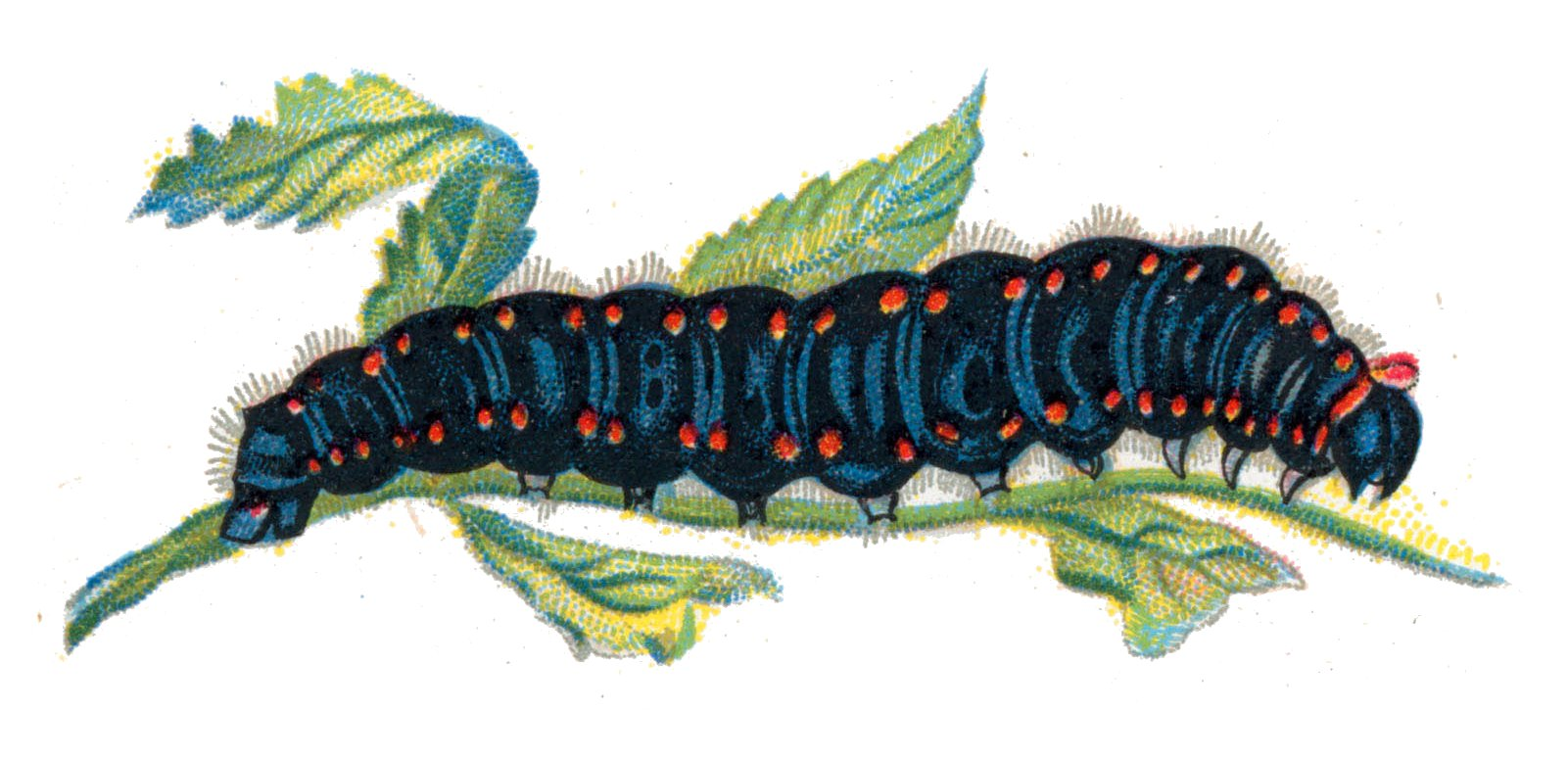
Гусінь Аполлона на кормовій рослині

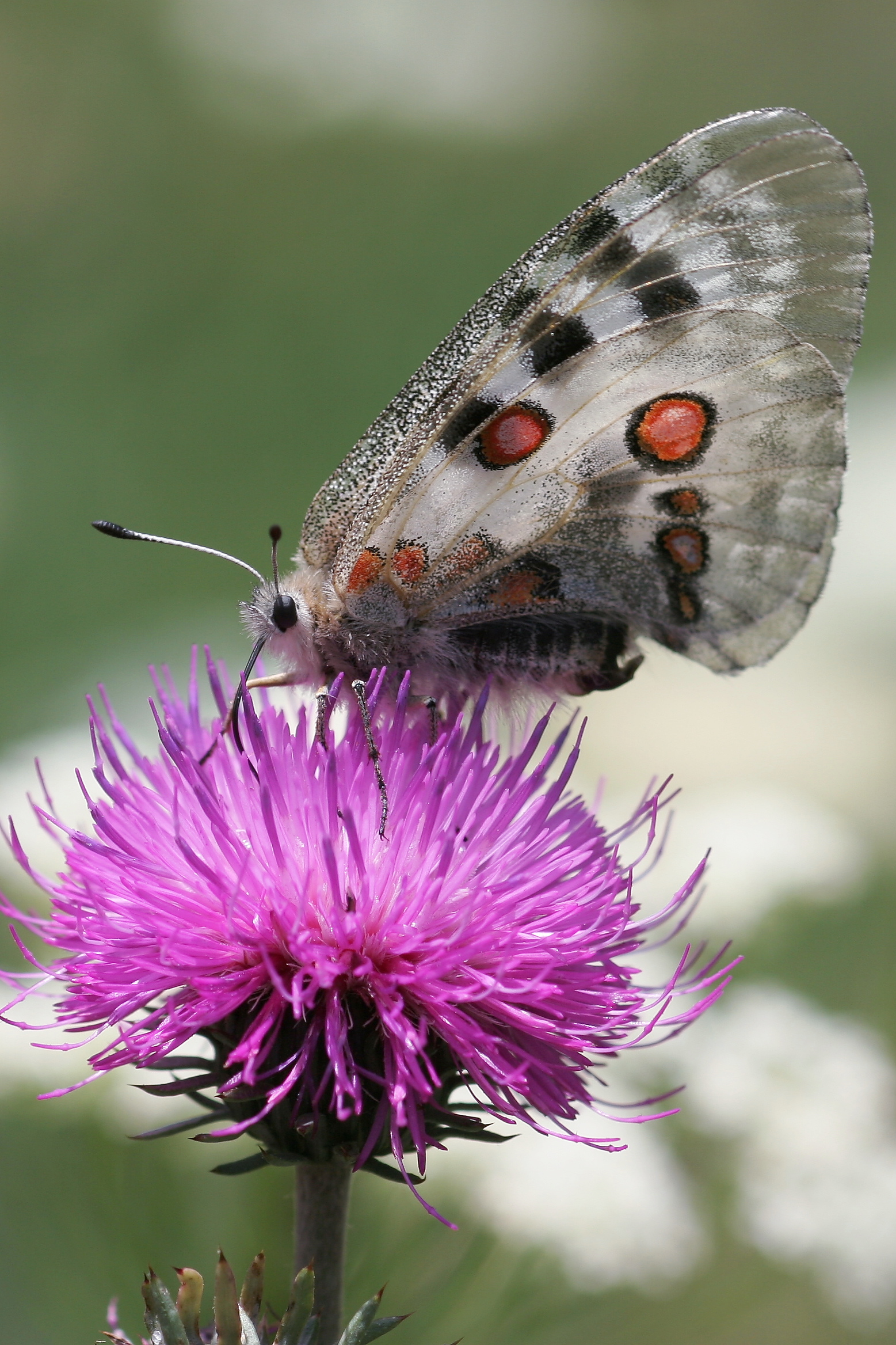
Імаго Аполлона під час живлення

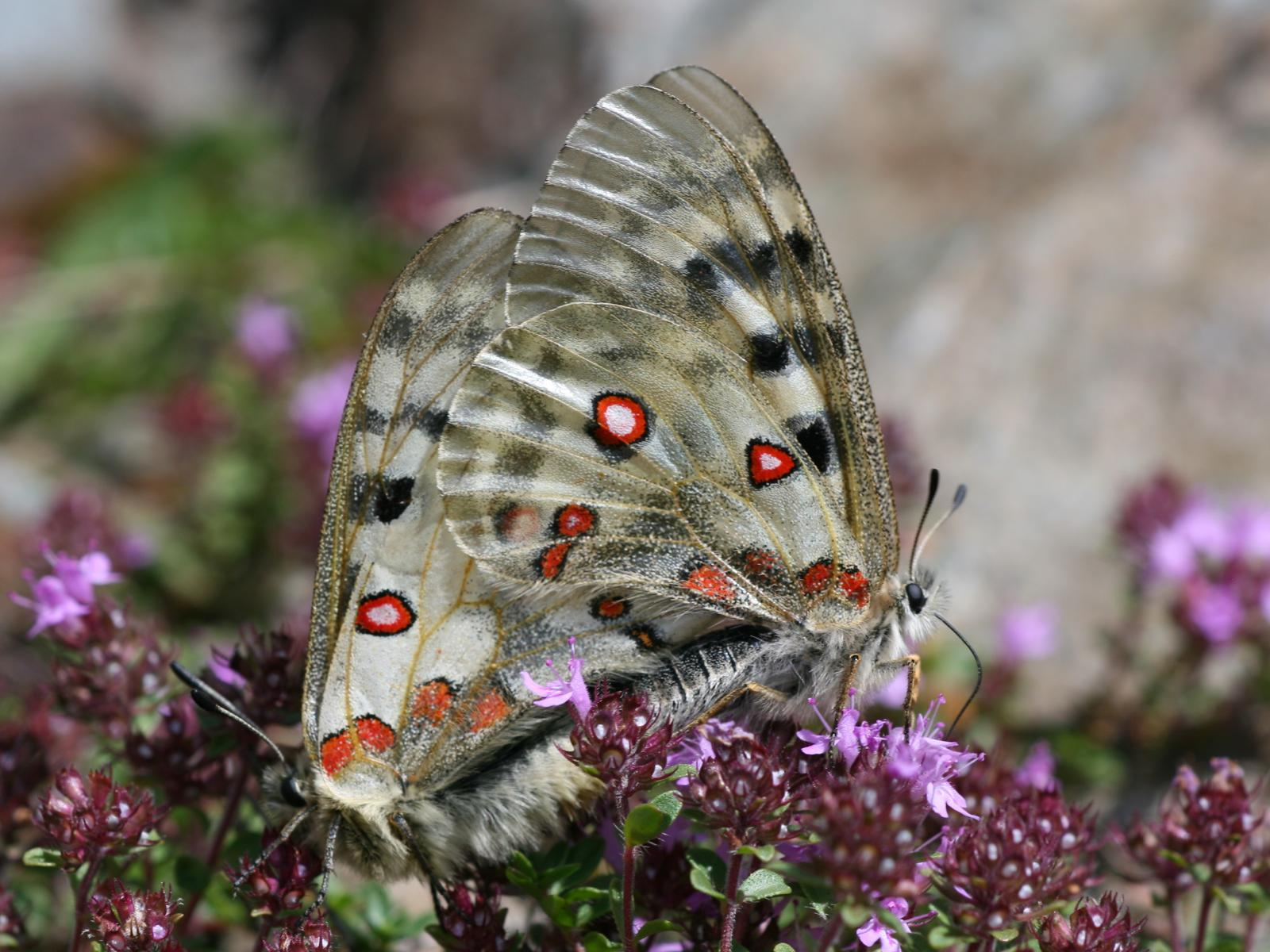
Спарювання Аполлонів

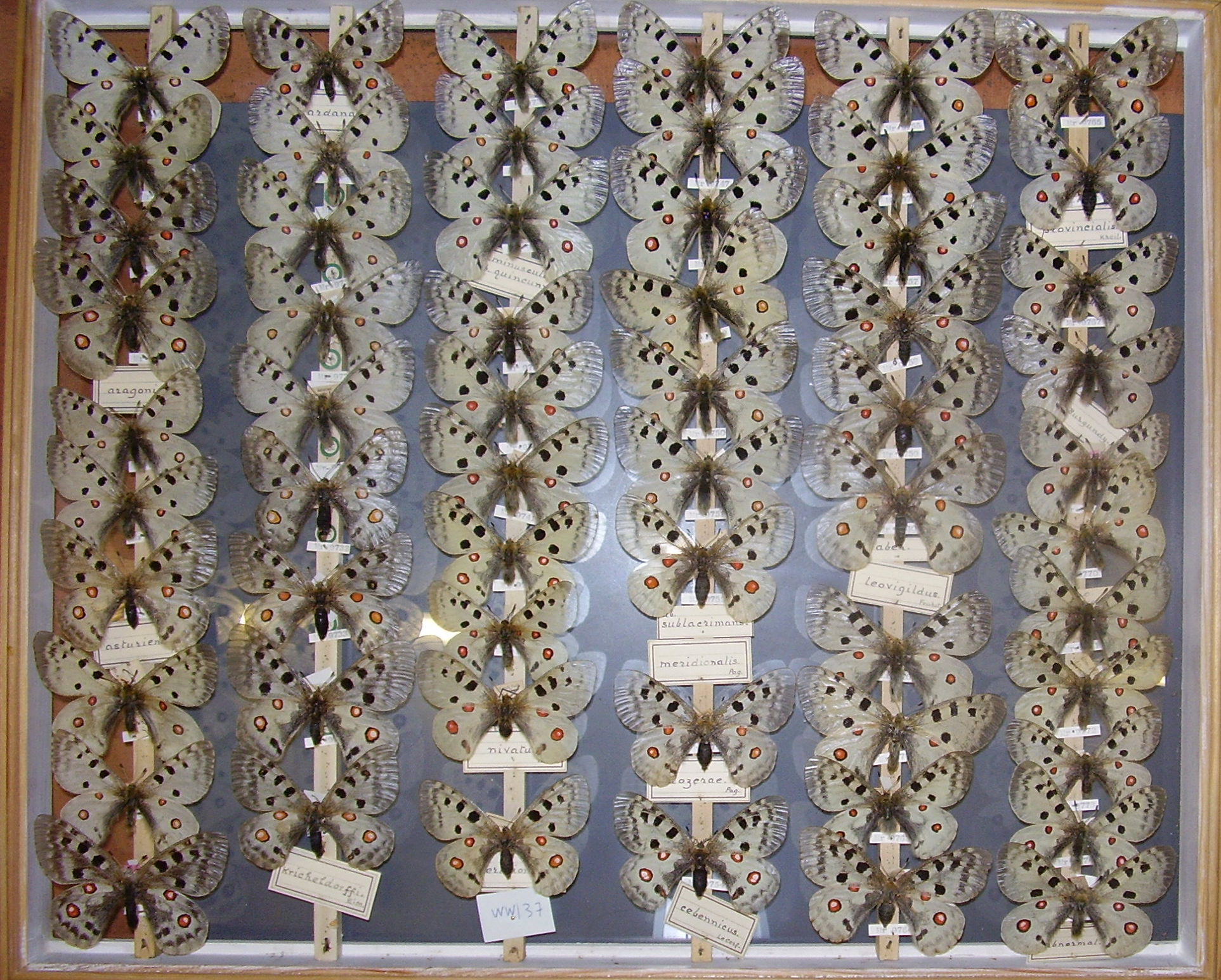
Аполлони у колекції

Вид занесений до Червоної книги України (II категорія). Сучасні знахідки Аполлона на території України малоймовірні, скоріш за все, вид зник із більшості відомих місць поширення, або цілком вимер, оскільки нові знахідки невідомі. У Івано-Франківській області востаннє вид був виявлений Максиміліаном Новицьким у 1865 році.

## Охоронні статуси
Вид занесено до додатків  Конвенції з міжнародної торгівлі вимираючими видами дикої фауни і флори (CITES), до групи що вимирають.
Вид внесений до бази даних МСОП з категорією «(уразливий (VU)», тобто такий вид, що перебуває під загрозою зникнення в перспективі (в силу своїх морфо-фізіологічних або поведінкових особливостей, що роблять його чутливим до будь-яких, навіть незначних, змін довкілля).
Вид внесений до Європейського Червоного списку (1991) з категорією SPEC3 (3й список видів) — види, що мешкають не тільки в Європі, але й поза її межами, але на території Європи перебувають під загрозою зникнення.
Включений до «Червоних книг» низки європейських країн — Фінляндії (2 категорія), Норвегії, Швеції, Німеччини, Білорусі (1993 — 1 кат.).

## Поширення
Ареал охоплює гірські райони Європи, Малої та Середньої Азії, Сх. Сибіру, Забайкалля, Пн.-Зх. Китаю, Монголії. В Україні траплявся в Карпатах, на Передкарпатті, Поділлі та Поліссі (Київська область).

## Екологія
Трапляється на рівнинах — бори та субори на піщаних і кам'янистих ґрунтах з поростю очитку (заячої капусти), у горах — сонячні скелясті місця в лісовому і субальпійському поясах, найчастіше в місцях вапнякових відслонень. Чисельність незначна.
На Київському Поліссі аполлон, імовірно, зник; аналогічна ситуація і в Карпатах, відкритим залишається питання про існування аполлона у Дністровському каньйоні, де, як вважається, є його популяція, проте жодних достовірних даних, які б підтвердили це, на цей час немає. Остання достовірна знахідка на території Івано-Франківської області датується 1865 роком і здійснена великим галицьким натуралістом і ентомологом Максиміліаном Новицьким.
Причини зміни чисельності — це руйнування місць перебування виду (вирубування природних лісів, насадження деревних монокультур, зміни у структурі землекористування, рекреаційне навантаження). Вразливість популяцій виду посилюється нездатністю до міграцій.

## Біологія
Дає одну генерацію на рік. Літ метеликів з липня по серпень; активні після полудня. Відкладає яйця (по одному) на нижню поверхню листка або на стебло рослини. Розвиток яйця триває 2—8 тижнів; зимує гусениця найчастіше в оболонці яйця. Гусениці в сонячну суху погоду живляться листям очитку, у хмарну — ховаються під камінням. Заляльковуються в коконі між камінням. Розведення в неволі в України не проводилось. У Польщі впродовж 1999–2002 рр. здійснено реституцію аполлона в Пенінських горах.